# 多摩川クラシコ
多摩川クラシコ（たまがわクラシコ）は、日本プロサッカーリーグ（Jリーグ）に所属する東京都をホームタウンとするFC東京と神奈川県川崎市をホームタウンとする川崎フロンターレの両チームが対戦する試合 の呼称。2007年からこの呼称が使われている。
2006年に、両クラブが増益を期待して企画し、本拠地が異なるにもかかわらず両クラブが"ダービー"として独自に扱っている。本来のダービーは同一市区町村（日本の場合は都道府県も）のチーム同士の対戦を指すので、本来の意味ではダービーではない。

## 命名
スペインのサッカーリーグ、リーガ・エスパニョーラでライバル関係にあり、世界中から注目されるレアル・マドリードとFCバルセロナの対戦はエル・クラシコと呼ばれる。Jリーグでもホームタウンが同一市内や同一県内、あるいは近接地にある、あるいはホームタウン間の歴史的関係が深い対戦などを「ダービー」として呼ぶ例が主にマスメディアからあったが、このFC東京と川崎フロンターレの対戦では両クラブが主導してこれを特化し、かつ「ダービー」ではなく上記の「エル・クラシコ」から取った「クラシコ」として他の対戦と差別化している。また、東京都（調布市・狛江市・世田谷区・大田区）と川崎市の間を流れる多摩川を名称に冠して、両者の地域性を表している。

## 概要
| 年         | 所属     | 東京ガス/東京 | 富士通/川崎 |
| ---------- | -------- | ------------- | ----------- |
| 1991- 1992 | JSL2部   | 7位           | 5位         |
| 1992       | 旧JFL1部 | 7位           | 6位         |
| 1993       | 旧JFL1部 | 8位           | 6位         |
| 1994       | 旧JFL    | 7位           | 10位        |
| 1995       | 旧JFL    | 3位           | 12位        |
| 1996       | 旧JFL    | 3位           | 9位         |
| 1997       | 旧JFL    | 2位           | 3位         |
| 1998       | 旧JFL    | 優勝          | 2位         |
| 1999       | J2       | 2位           | 優勝        |

### 背景
FC東京の前身・東京ガスサッカー部と川崎フロンターレの前身・富士通サッカー部が初めて同一カテゴリで対戦したのは、1991年-1992年のJSL2部でのこと。その後両クラブは旧JFLに参加し、激しい順位争いを繰り広げた。
1997年、川崎はJリーグの準会員となって本格的にJリーグ昇格を狙っていった。一方の東京ガスは、アマチュアクラブとしてJリーグ入りを目指すクラブの前に立ちはだかる、いわゆる「門番役」としてリーグを戦った。その年、川崎はわずか勝ち点1差の3位で、2位東京ガスの後塵を拝して当時のJリーグ昇格基準である「JFL2位以内」を逃し、翌年の1998年にはリーグ最終節で東京ガスが川崎を逆転してリーグ優勝した。また、東京ガスのサポーターは、かねてからJリーグ入りを目指すクラブとの試合では相手チームを挑発するような行為を行っていたが、川崎に対しては殊更辛辣なコールやチャントを浴びせていた。一方、富士通社員として富士通サッカー部最後の監督を務めた城福浩が同社を辞職し、東京ガスを中心に発足していたプロ化への設立準備組織に参加するなど、両クラブ間での人事交流が作られていた。
1999年、Jリーグの2部制移行に伴い、東京ガスサッカー部はクラブを独立法人化してプロクラブとなり、FC東京に呼称を改め、前年度のJ1参入決定戦で敗退した川崎とともにJ2リーグに参加。2000年には両クラブがJ1リーグに昇格し（参考：1999年J2最終節）、初めて日本サッカー界のトップリーグで両クラブの対戦が実現した。

### 開催への動き
2006年11月、J1第30節開催に向けて、FC東京側が「君たちは東京に勝ちたくないのか！」という川崎サポーターに対する挑発的なポスターを川崎側の承諾を得て製作し、JR南武線沿線の各駅に掲出した。これを受けた川崎側も、公式サイトのトップ画像で「勝つ気持ち以外に何がある？」と応戦し、両者の対戦を盛り上げた。
また、川崎はかねてから継続的にプロモーションを行える試合としてダービーを新たに作りたいと考えており、この試合で4-5の逆転負けを喫したことを受けてダービーの相手をFC東京にすることを決め、同クラブに対して今後両クラブの対戦を“多摩川クラシコ”として行いたい旨を打診。異なる文化を持つクラブ間での交渉は難航したものの、最終的にはFC東京・村林裕専務の了解を得られたことによって落着。
2007年4月16日、川崎の武田信平社長、そしてFC東京の原博実、川崎の関塚隆両監督出席の下で共同記者会見が開かれ、この対戦カードを「多摩川クラシコ」と命名し、伝統の一戦として育てていくことを目指す、と発表した。当時、2つのクラブ間の対戦で双方のチームが共同でキャンペーンを行うのは、Jリーグはもとより日本スポーツ界においても類を見ない試みだったため、記者会見は各種媒体で大いに取り上げられた。
なお、記者会見では2007年の初戦を「第11回多摩川クラシコ」としているが、これは両クラブのJリーグ加盟後の対戦10試合分をカウントしたものとなっている。またリーグ戦以外での公式戦（Jリーグカップ と天皇杯）で両者の対戦があってもその試合はカウントせず、あくまでもリーグ戦のみを対象とすることが確認されている。ただ、Jリーグの公認ファンサイトであるJ's GOALで「ヤマザキナビスコカップFINALは、F東京と川崎Fの多摩川クラシコ!」と紹介されるなど、慣例的に両チームの対戦を「多摩川クラシコ」と呼ぶ傾向もある。

## ホームスタジアム
| チーム名         | スタジアム名 （命名権名称）                              | 収容人員 | 画像   |
| ---------------- | -------------------------------------------------------- | -------- | ------ |
| FC東京           | 東京スタジアム （味の素スタジアム）                      | 49,970人 | 味スタ |
| 川崎フロンターレ | 等々力陸上競技場 （Uvanceとどろきスタジアム by Fujitsu） | 25,000人 | 等々力 |

## 戦績

### 総合成績
■FC東京：13勝9分27敗
■川崎フロンターレ：27勝9分13敗

### リーグ戦
■FC東京：11勝9分23敗
■川崎フロンターレ：23勝9分11敗
| 回数                                                        | 年     | 月日     | 時期 | 時期      | 会場   | ホーム | 得点  | アウェイ | 観客数 |
| ----------------------------------------------------------- | ------ | -------- | ---- | --------- | ------ | ------ | ----- | -------- | ------ |
| 1                                                           | 1999年 | 4月4日   | J2   | 第4節     | 等々力 | 川崎   | 2 - 2 | FC東京   | 5,293  |
| 2                                                           | 1999年 | 5月16日  | J2   | 第12節    | 西が丘 | FC東京 | 0 - 1 | 川崎     | 3,147  |
| 3                                                           | 1999年 | 9月5日   | J2   | 第24節    | 西が丘 | FC東京 | 0 - 0 | 川崎     | 4,844  |
| 4                                                           | 1999年 | 10月24日 | J2   | 第32節    | 等々力 | 川崎   | 3 - 2 | FC東京   | 13,812 |
| 5                                                           | 2000年 | 5月6日   | J1   | 1st第11節 | 駒沢   | FC東京 | 2 - 1 | 川崎     | 11,229 |
| 6                                                           | 2000年 | 7月8日   | J1   | 2nd第3節  | 国立   | 川崎   | 0 - 3 | FC東京   | 8,036  |
| 2001年 - 2004年は、FC東京がJ1、川崎がJ2所属のため開催なし。 |        |          |      |           |        |        |       |          |        |
| 7                                                           | 2005年 | 7月6日   | J1   | 第14節    | 等々力 | 川崎   | 0 - 0 | FC東京   | 13,118 |
| 8                                                           | 2005年 | 11月26日 | J1   | 第33節    | 味スタ | FC東京 | 1 - 1 | 川崎     | 24,226 |
| 9                                                           | 2006年 | 3月21日  | J1   | 第4節     | 等々力 | 川崎   | 2 - 2 | FC東京   | 14,191 |
| 10                                                          | 2006年 | 11月11日 | J1   | 第30節    | 味スタ | FC東京 | 5 - 4 | 川崎     | 23,251 |
| 11                                                          | 2007年 | 5月6日   | J1   | 第10節    | 等々力 | 川崎   | 5 - 2 | FC東京   | 14,983 |
| 12                                                          | 2007年 | 10月28日 | J1   | 第30節    | 味スタ | FC東京 | 0 - 7 | 川崎     | 30,494 |
| 13                                                          | 2008年 | 4月19日  | J1   | 第7節     | 味スタ | FC東京 | 4 - 2 | 川崎     | 22,283 |
| 14                                                          | 2008年 | 9月20日  | J1   | 第25節    | 等々力 | 川崎   | 0 - 1 | FC東京   | 20,729 |
| 15                                                          | 2009年 | 5月24日  | J1   | 第13節    | 味スタ | FC東京 | 2 - 3 | 川崎     | 27,851 |
| 16                                                          | 2009年 | 8月1日   | J1   | 第20節    | 等々力 | 川崎   | 2 - 1 | FC東京   | 21,379 |
| 17                                                          | 2010年 | 4月4日   | J1   | 第5節     | 等々力 | 川崎   | 2 - 1 | FC東京   | 22,199 |
| 18                                                          | 2010年 | 11月20日 | J1   | 第31節    | 味スタ | FC東京 | 1 - 2 | 川崎     | 28,480 |
| 2011年は、川崎がJ1、FC東京がJ2所属のため開催なし。          |        |          |      |           |        |        |       |          |        |
| 19                                                          | 2012年 | 4月8日   | J1   | 第5節     | 等々力 | 川崎   | 0 - 1 | FC東京   | 20,996 |
| 20                                                          | 2012年 | 9月22日  | J1   | 第26節    | 味スタ | FC東京 | 1 - 2 | 川崎     | 34,822 |
| 21                                                          | 2013年 | 4月27日  | J1   | 第8節     | 味スタ | FC東京 | 2 - 0 | 川崎     | 26,555 |
| 22                                                          | 2013年 | 8月10日  | J1   | 第20節    | 等々力 | 川崎   | 2 - 2 | FC東京   | 17,864 |
| 23                                                          | 2014年 | 3月23日  | J1   | 第4節     | 味スタ | FC東京 | 0 - 4 | 川崎     | 23,172 |
| 24                                                          | 2014年 | 9月20日  | J1   | 第24節    | 等々力 | 川崎   | 0 - 0 | FC東京   | 18,805 |
| 25                                                          | 2015年 | 5月2日   | J1   | 1st第9節  | 味スタ | FC東京 | 2 - 1 | 川崎     | 42,604 |
| 26                                                          | 2015年 | 7月11日  | J1   | 2nd第1節  | 等々力 | 川崎   | 2 - 0 | FC東京   | 23,793 |
| 27                                                          | 2016年 | 4月16日  | J1   | 1st第7節  | 味スタ | FC東京 | 2 - 4 | 川崎     | 29,208 |
| 28                                                          | 2016年 | 7月23日  | J1   | 2nd第5節  | 等々力 | 川崎   | 1 - 0 | FC東京   | 24,103 |
| 29                                                          | 2017年 | 3月18日  | J1   | 第4節     | 味スタ | FC東京 | 3 - 0 | 川崎     | 36,311 |
| 30                                                          | 2017年 | 8月5日   | J1   | 第20節    | 等々力 | 川崎   | 1 - 1 | FC東京   | 25,043 |
| 31                                                          | 2018年 | 5月5日   | J1   | 第13節    | 等々力 | 川崎   | 0 - 2 | FC東京   | 24,674 |
| 32                                                          | 2018年 | 11月24日 | J1   | 第33節    | 味スタ | FC東京 | 0 - 2 | 川崎     | 37,422 |
| 33                                                          | 2019年 | 2月23日  | J1   | 第1節     | 等々力 | 川崎   | 0 - 0 | FC東京   | 23,113 |
| 34                                                          | 2019年 | 7月14日  | J1   | 第19節    | 味スタ | FC東京 | 0 - 3 | 川崎     | 42,401 |
| 35                                                          | 2020年 | 7月8日   | J1   | 第3節     | 味スタ | FC東京 | 0 - 4 | 川崎     | 0 ※1   |
| 36                                                          | 2020年 | 10月31日 | J1   | 第25節    | 等々力 | 川崎   | 2 - 1 | FC東京   | 11,061 |
| 37                                                          | 2021年 | 4月11日  | J1   | 第9節     | 味スタ | FC東京 | 2 - 4 | 川崎     | 17,615 |
| 38                                                          | 2021年 | 10月2日  | J1   | 第31節    | 等々力 | 川崎   | 1 - 0 | FC東京   | 9,789  |
| 39                                                          | 2022年 | 2月18日  | J1   | 第1節     | 等々力 | 川崎   | 1 - 0 | FC東京   | 17,544 |
| 40                                                          | 2022年 | 11月5日  | J1   | 第34節    | 味スタ | FC東京 | 2 - 3 | 川崎     | 34,820 |
| 41                                                          | 2023年 | 5月12日  | J1   | 第13節    | 国立   | FC東京 | 2 - 1 | 川崎     | 56,705 |
| 42                                                          | 2023年 | 9月15日  | J1   | 第27節    | 等々力 | 川崎   | 1 - 0 | FC東京   | 20,284 |
| 43                                                          | 2024年 | 3月30日  | J1   | 第5節     | 等々力 | 川崎   | 3 - 0 | FC東京   | 22,543 |
| 44                                                          | 2024年 | 8月11日  | J1   | 第26節    | 味スタ | FC東京 | 0 - 3 | 川崎     | 37,452 |
| 45                                                          | 2025年 | 3月30日  | J1   | 第6節     | 等々力 | 川崎   | 3 - 0 | FC東京   | 33,632 |
| 46                                                          | 2025年 | 8月11日  | J1   | 第30節    | 味スタ | FC東京 |       | 川崎     |        |

※1　新型コロナウイルス感染拡大防止の為、「リモートマッチ（無観客試合）」で試合を実施。

### カップ戦（公式戦での番外対決）
■FC東京：2勝3敗
■川崎フロンターレ：3勝2敗
| 年     | 月日     | 時期                          | 時期          | 会場   | ホーム | 得点  | アウェイ | 観客数 |
| ------ | -------- | ----------------------------- | ------------- | ------ | ------ | ----- | -------- | ------ |
| 2009年 | 11月3日  | Jリーグヤマザキナビスコカップ | 決勝          | 国立   | FC東京 | 2 - 0 | 川崎     | 44,308 |
| 2016年 | 12月24日 | 天皇杯                        | 準々決勝      | 味スタ | FC東京 | 1 - 2 | 川崎     | 29,378 |
| 2017年 | 8月30日  | JリーグYBCルヴァンカップ      | 準々決勝第1戦 | 等々力 | 川崎   | 2 - 0 | FC東京   | 10,998 |
| 2017年 | 9月3日   | JリーグYBCルヴァンカップ      | 準々決勝第2戦 | 味スタ | FC東京 | 1 - 5 | 川崎     | 12,602 |
| 2020年 | 10月7日  | JリーグYBCルヴァンカップ      | 準決勝        | 等々力 | 川崎   | 0 - 2 | FC東京   | 6,635  |

## エピソード
- 松本育夫が川崎の監督を務めていた頃、相手のコーナーキックの際に「誰かに合わせてくるぞー!」という指示を飛ばし場内の爆笑を誘った[注 4] という逸話があるが、これは1999年9月5日に行われた西が丘での対戦（第3回）のこと。松本によると、晩夏の16時に開始となった試合の終盤で、酷暑により足の痙攣を起こす選手が複数いるような厳しい状況だったため、改めてマークの確認を行うよう呼び掛ける意図の指示だったとのこと[4]。
- 1999年10月24日の一戦（第4回）は、その年の昇格争いを左右する大一番ということもあり、川崎側が「等々力1万人大作戦」と銘打って集客キャンペーンを行い、結果、当時のJ2としては異例とも言える13,812人の観客を等々力に集めた。この試合はテレビ東京で同日深夜に録画放送された。
- 2000年7月8日の一戦（第6回）は、川崎の主催試合ながら東京都新宿区の国立霞ヶ丘陸上競技場での開催となった。同競技場は翌年の東京スタジアム完成までの暫定措置としてFC東京が駒沢と並ぶ本拠地としての使用を認められていたため、半ばFC東京側の主催試合のような状況となった。試合もその時点での両チームの状況を反映し、FC東京がFWアマラオのハットトリック（3得点）で快勝した。86分（後半41分）にはFC東京のGKが土肥洋一から堀池洋充に交代したが[注 5]、JFL（東京ガス）時代から正GKとして活躍した堀池にとってはこの4分間がキャリア唯一のJ1出場となった。
- 多摩川クラシコでは特徴のある観戦ツアー企画が、特に川崎側から実行されている。
  - 2007年10月28日のFC東京ホームゲームの日（第12回）に、川崎では「丸子の渡し」を約70年ぶりに復活させて渡し船で運行するアウェイツアーが行われた。なおこの時、東京都側で待ち受けていたFC東京サポーターは「川崎だけには絶対負けない」「イルカは泳げ（フロンターレのマスコット「ふろん太」のこと）」などと書かれたゲーフラを掲げ煽った。
  - 2009年5月24日のFC東京ホームゲームの日（第15回）では、川崎側の企画として、前日夜に横浜港から東海汽船の船で出発し、伊豆大島での観光後に新中央航空の航空便を利用して大島空港から味の素スタジアムの近郊にある調布飛行場へ飛行する「エアーツアー」が発表された[5]。等々力競技場から味の素スタジアムまでは電車などを利用しても1時間程度で着く上、悪天候による飛行機の欠航時[注 6]には試合観戦が不可能という制約が付いたが、約100名の応募者が集まり、抽選の結果17名が参加。ツアーは無事に成功し、この企画はスポーツ新聞などでも取り上げられ、この際も各地でFC東京サポーターからの「歓迎」を受けた[6]。
  - 2010年11月20日のFC東京ホームゲームの日（第18回）では、多摩川の南岸（川崎側）で整備された二ヶ領用水の竣工（1611年3月）から400年を記念して、川崎市多摩区の中野島から多摩川を越えて味の素スタジアムまでの6.3kmを徒歩で移動するツアーが実施され、川崎の武田信平社長が同用水開削者の小泉次太夫に扮した巡検行列も復元された[7]。
- 多摩川クラシコでのハットトリックは、Jリーグでは2000年7月8日の対戦（第6回）でFC東京のFWアマラオ、2007年10月28日の対戦（第12回）で川崎のFW鄭大世、Jリーグカップでは2017年9月3日の対戦で川崎のMF阿部浩之（準々決勝2ndレグ）がそれぞれ記録している。なお、アマラオはクラシコに含まれない旧JFLの1997年第21節（9月29日）に延長でのVゴールを含む4得点を記録し、最終順位で東京ガスが川崎フロンターレを抑え2位に入る結果に大きく貢献した。これ以来、アマラオは「キング・オブ・トーキョー」の愛称でも呼ばれるようになった。
- 上記のクラシコには含まれないが、Jリーグカップでは2009年決勝で初めて対戦した。川崎フロンターレにとっては初の公式戦タイトル[注 7]を懸けた試合だったが、結果は2-0でFC東京が勝利し、同クラブにとって2度目のリーグカップ制覇となった。
- 川崎のエウシーニョがJリーグでは2015年7月11日の対戦（第26回）と2016年4月16日の対戦（第27回）で、Jリーグカップでは2017年9月3日の対戦（準々決勝2ndレグ）で、天皇杯では12月24日の対戦（準々決勝）でそれぞれゴールを挙げ、日本の三大大会で実現した多摩川クラシコ全てでゴールを挙げた史上初の選手となった。
- 2018JリーグYBCルヴァンカップの準々決勝において、川崎のホームゲーム（対戦相手は鹿島アントラーズ）が、FC東京のホームスタジアムでもある味の素スタジアムで開催されることとなった[8]。これは本来のホームスタジアムである等々力陸上競技場が日本学生陸上競技対校選手権大会に利用されるため[9]。
- 2023年5月14日に放送されたテレビアニメ「名探偵コナン」第1083話で、本試合を題材にした「Jリーグ決戦の舞台裏」が放送され、橘田健人（川崎）と松木玖生（FC東京）が本人役として出演、大島僚太を中村憲剛が演じた。

## Get the river under control～アノ川ヲ制圧セヨ～
2010年、多摩川クラシコにサブタイトルが命名された。両チームのキャラクターにちなんだイルカとタヌキの“川を巡る伝統の戦い”というストーリーを付加したもの。また、テーマ曲のCDが発売された他 スタジアム演出にも組み込まれ、ホームのチームが勝利した際にしか使用できないという条件を付けた『Raise the flag（勝利の旗を掲げろ）』という曲も用意されていた。
●CD挿入曲 (2010/03/15発売)
- scene1:『Between the two heroes（2人の英雄の間に）』[11]
- scene2:『The calm before a storm（嵐の前の静けさ）』[12]
- scene3:『Get the river under control（あの川を制圧せよ）』[13] ※多摩川クラシコメインテーマ (選手入場)
- scene4:『Raise the flag（勝利の旗を掲げろ）』[14] ※勝利のテーマ (試合終了後BGM)

その後、以下の楽曲が追加配信された。
●配信曲 (2010/11/05配信開始)
- ダークフロンタの雄叫び
- ダークドロンパの逆襲
- Get the river under control -TOKYO ver.-
- Get the river under control -KAWASAKI ver.-

## 多摩川エコラシコ
2008年から川崎フロンターレ選手会が社会貢献活動として、サポーターらとともに多摩川の清掃活動「多摩川エコラシコ」を行っている。2009年からはFC東京の選手会も加わり、選手だけではなく東京ドロンパやFC東京のサポーターも参加して多摩川の両岸で清掃活動を行った。